# Silvia Álvarez Bruneliere
Silvia Álvarez Bruneliere (Nochistlán de Mejía, Zacatecas, 5 de marzo de 1941) es una académica y política mexicana, integrente del Partido Acción Nacional (PAN). Ha sido rectora de la Universidad de Guanajuato (UG) y diputada federal de 2000 a 2003.

## Biografía
Es ingeniera química farmacobióloga egresada de la Universidad de Guanajuato y tiene estudios de diplomado en Bioquímica por la Universidad de Nancy, Francia. Así mismo, cuenta con un curso de especialidad en planeación y desarrollo para dirigentes de instituciones de educación superior por la Universidad de Monterrey y participó en el curso interamericano de gestión y liderazgo universitario por la Organización Universitaria Interamericana de Quebec, Canadá. De 1971 a 1978 fue profesora e investigadora en la Universidad de Guanajuato.
De 1980 a 1987 fue jefa del departamento de Biología, secretaria académica y directora de la Facultad de Química en la Universidad de Guanajuato. A partir de 1981 fue socia e integrante honorífica del Colegio de Químicos de Guanajuato y de 1982 a 1983 fue coordinadora estatal de instituciones de investigación de Guanajuato, de 1987 a 1989 fue directora de Planeación y Desarrollo y directora Administrativa de la coordinación general de Investigación en la UG.
De 1989 a 1991 fue directora adjunta de Desarrollo Científico del Consejo Nacional de Ciencia y Tecnología (CONACY), en 1995 fue miembro fundador de la Asociación de Egresados del Instituto de Gestión y Liderazgo Universitario de la Organización de Universidades Interamericanas y de 1996 a 1999 fue secretaria general de la Universidad de Guanajuato. Se encontraba en este cargo cuando el 17 de febrero de 1999 el rector Juan Carlos Romero Hicks renunció al cargo para buscar ser candidato del PAN a la gubernatura de Guanajuato y por tanto le correspondió sustituirlo en el cargo entre ese día y el 27 de septiembre del mismo año.
Simultáneamente a los cargos de secretaria general y rectora de la UG, fue también, de 1997 a 2000 coordinadora del Centro México-Centroamérica del Instituto de Gestión y Liderazgo Universitario de Organizaciones de Universidades Interamericanas, de 1998 a 1999 presidenta de la Comisión estatal de Guanajuato para la planeación de la educación superior, de 1998 a 1999 vocal del consejo directivo del Consejo de Ciencia y Tecnología del estado y de 1998 a 2000 integrante del consejo general del Centro México-Centroamérica del Instituto de Gestión y Liderazgo Universitario de Organizaciones de Universidades Interamericanas. También a partir de 1999, fue integrante del comité estatal del PAN.
En 2000 fue elegida diputada federal por la vía de la representación proporcional a la LVIII Legislatura que concluyó en 2003. En esta legislatura fue presidenta de la comisión de Ciencia y Tecnología; e integrante de la comisión de Educación Pública y Servicios Educativos. También ocupó en 2001 el cargo de directora adjunta, vicepresidenta y asesora de formación de científicos y tecnólogos del Instituto de Gestión de la Unión Iberoamericana de Ciencia y Tecnología.
Al terminar el cargo, de 2003 a 2011 fue directora adjunta de Posgrado y Becas del CONACYT, durante los periodos en que fue encabezado por Jaime Parada Ávila, Gustavo Chapela Castañares y Juan Carlos Romero Hicks.